# Xã Rock Creek, Quận Carroll, Indiana
Xã Rock Creek (tiếng Anh: Rock Creek Township) là một xã thuộc quận Carroll, tiểu bang Indiana, Hoa Kỳ. Năm 2010, dân số của xã này là 475 người.